# Valdemar Poulsen
 Der er flere personer med dette navn, se Valdemar Poulsen (læge).
Valdemar Poulsen (23. november 1869 i København – 23. juli 1942 i Gentofte), dansk ingeniør og opfinder af buegeneratoren og telegrafon. Han fik igennem sine opfindelser og kreative eksperimenter umådelig betydning for radioens udbredelse, båndoptagerens udvikling og Danmarks ledende position indenfor elektronik.

## Baggrund
Han var søn af højesteretsdommer Jonas Nicolai Johannes Poulsen og hustru Rebekka Magdalene født Brandt. Han blev i 1894 gift med Frederikke Marie Rasmussen, der døde i 1921, og i 1923 med Asta Stoltz Nielsen. Med sin første hustru fik han sønnen, geologen Christian Henrik Otto Poulsen.
Poulsen viste stor interesse for fysik, kemi og tegning i skolen. Allerede i skolen lavede han forsøg med elektrostatiske apparater og induktionsapparater.
Til gengæld var matematik ikke hans bedste fag, og hans skudsmål var ikke det bedste.
Som følge deraf valgte han at blive sproglig-historisk student og forlod i 1889 Borgerdydskolen på Christianshavn som student med 1. karakter. Poulsen forsøgte en boglig karriere med først et pædagogikum hos professor i filosofi Kristian Kroman (1846-1925), som han bestod med karakteren ug.
Herefter forsøgte han sig i 1890 med et medicinstudium. I stedet følger han med interesse bl.a. professor Julius Thomsens (1826-1909) forelæsninger i kemi. Interessen for fysik og kemi vinder til sidst over medicinen.
Senere samme år forsøger Poulsen at komme ind på Polyteknisk Læreanstalt (det nuværende Danmarks Tekniske Universitet), men består ikke den matematiske adgangsprøve.
I stedet kommer han i lære på maskinfabrikken Frich's Efterfølgere i Århus frem til 1893, hvor han blev ansat som ingeniørassistent ved Kjøbenhavns Telefon AktieSelskab, KTAS i den tekniske afdeling. Afdelingen blev ledet af matematikeren og telefoningeniøren dr.phil. J.L.W.V. Jensen (1859-1925). Poulsens sans for det eksperimenterende gjorde ham inden længe til leder af telefonselskabets fejlafdeling.

## Telegrafonen
Under sine eksperimenter opdagede Poulsen, at hvis han førte en magnet rundt over en stålplade, så blev mønsteret husket i pladen og kunne vises med jernfilspåner. Videre eksperimenter afslørede at han også kunne gemme lyd som magnetisk kode. Dette førte til at han 1. december 1898 indgav en ansøgning om patent på den elektromagnetiske telegrafon (Dansk patent nr. 2653 af 31. oktober 1899), en ståltrådsoptager, som kunne optage, gemme og gengive lyd. Ifølge ordlyden på patentansøgningen var apparatet bl.a. tænkt som en telefonsvarer. Den blev i praksis den vigtigste forløber for båndoptageren
Ordet telegrafon er sammensat af tele (fjern), grafi (skrift) og foni (lyd)

## Buegeneratoren
I 1902 opfandt han sammen med ingeniøren Peder Oluf Pedersen buegeneratoren (også kaldet lysbuesender), der revolutionerede den trådløse telegrafi. Buegeneratoren var meget udbredt indtil opfindelsen af radiorøret. Buegeneratoren viste sig også velegnet til at transmittere tale og musik, da den udsendte kontinuerte bølger med en fast frekvens.

## Lyngby Radio
I 1917 overtog Post & Telegrafvæsenet Valdemar Poulsens og P.O. Pedersens forsøgsstation nær Bagsværd Sø. Forsøgsstationen blev i 1923 benyttet til forsøg med spredning af nyheder per radio. I de følgende år fik radioen sit gennembrud i Danmark som massemedie, og stationen ved Bagsværd Sø blev senere til navnkundige Lyngby Radio.
Valdemar Poulsen fik til dette samt de fleste af forsøgene med telegrafonen og lysbuesenderen og den første Lyngby Radio fremstillet det mekaniske på Oscar Clemmensens mekaniske værksted på Steen Winkelsvej lige ved det gamle Radiohus på Rosenørns Allé. Den gamle fabriksbygning i tjærepap står stadig i Baggården til Steen Winkelsvej, hvor Oscar Clemmensen også boede og hvor de også mødtes om forsøgene og fremstillingen mv.

## Faget svagstrømselektronik
Den opsamlede viden og samarbejdet med P.O. Pedersen førte til at faget svagstrøms-elektroteknik, som det første sted i verden blev oprettet på Polyteknisk Læreanstalt.

## Hædersbevisninger
Valdemar Poulsen fik Videnskabernes Selskabs guldmedaille i 1907, han blev i 1909 æresdoktor ved universitetet i Leipzig og 1914 medlem af Videnskabernes Selskab. Han blev Kommandør af Dannebrogordenen i 1923, af 1. grad i 1939 og modtog Fortjenstmedaljen i guld med krone i 1913.

## Gravsted
Han ligger begravet på Gentofte Kirkegård.
Han er malet af Knud Larsen sammen med P.O. Pedersen 1915 (Frederiksborgmuseet). Desuden portrætteret på P.S. Krøyers maleri fra 1904 Industriens Mænd (Frederiksborgmuseet). Mosaik af Ejnar Nielsen i Stærekassen 1939. Buste af Johannes Bjerg 1939 (Statsradiofonien). Træsnit af H.C. Olsen 1907.